# Научнофантастичен филм
Научнофантастичните филми с филмов жанр с научнофантастична основа – художествено представяне на явления с научно обяснение, макар и често не изцяло възприето от науката, като извънземен живот, чужди планети или пътуване във времето. Характерно е и използването на футуристични елементи, като космически кораби, роботи, киборги, междузвездни пътувания или други технологии. Подобно на научнофантастичната литература, научнофантастичните филми често се използват и за разглеждане на различни политически или обществени проблеми и философски въпроси.